# Carcelén
Carcelén er en by og kommune i det sydøstlige Spanien i provinsen Albacete. Den har et indbyggertal på 487 (2024) indbyggere.